# Kikuko Tsumura
Kikuko Tsumura (?, (津村 記久子, Tsumura Kikuko; Osaka, 23 gennaio 1978) è una scrittrice giapponese che ha vinto numerosi premi letterari giapponesi, tra cui il Premio Akutagawa, il Premio Letterario Noma New Face, il Premio Dazai Osamu, il Premio Kawabata Yasunari e il Premio Oda Sakunosuke.

## Biografia
Nata a Osaka, mentre andava a scuola leggeva romanzi di fantascienza, in particolare il lavoro di William Gibson, Philip K. Dick e Kurt Vonnegut, e iniziò a scrivere il suo romanzo, Man'ītā (Maneater), mentre ero ancora studentessa universitaria al terzo anno. Man'ītā vinse il 21º Premio Dazai Osamu e fu successivamente pubblicato in forma di libro con il titolo Kimi wa eien ni soitsura yori wakai.
Nel suo primo lavoro dopo il college, è stata vittima di molestie sessuali nell'ambiente del suo primo posto di lavoro, esperienza che l'ha portata a scrivere principalmente di giovani lavoratori.
Nel 2005 il suo romanzo Man'ītā ha ricevuto il Premio Dazai Osamu mentre Myūjikku buresu yū ha vinto il Premio letterario Noma.
Insignita nel 2008 del Premio Akutagawa grazie al romanzo Potosuraimu no fune, dopo 10 anni di lavoro come impiegata, si è licenziata accusando una sindrome da burnout.

## Opere
- Areguria to wa shigoto wa dekinai (2008)
- Myūjikku buresu yū!! (2008)
- Kasōsuki no yukue (2008)
- Potosu raimu no fune (2009)
- Kimi wa eien ni soitsura yori wakai (2009)
- Wākāzu daijesuto (2011)
- Matomo na ie no kodomo wa inai (2011)
- Yaritai koto wa nidone dake (2012)
- Tonikaku uchi ni kaerimasu (2012)
- Kore kara oinori ni ikimasu (2013)
- Pōsuke (2013)
- Evurishingu furouzu (2014)
- Nidone towa tōku ni arite omō mono (2015)
- Kuyokuyo manejimento (2016)
- Makuramoto no hondana (2016)
- Fuyūrei Burajiru (2016)
- Un lavoro perfetto (Kono yo ni tayasui shigoto wa nai, 2017), Venezia, Marsilio, 2021 traduzione di Francesco Vitucci ISBN 978-88-317-4493-5.
- Uesuto uingu (2017)
- Manuke na koyomi (2017)
- Disu izu za dei (2018)

## Premi e riconoscimenti
- Premio Dazai Osamu: 2005 vincitore con Man’ītā
- Premio letterario Noma: 2008 vincitrice nella sezione "Noma Literary New Face Prize" con Myūjikku buresu yū
- Premio Akutagawa: 2008 vincitrice con Potosuraimu no fune